# Medina Barbattini
Medina Barbattini, all'anagrafe Medarda Barbattini (Gossolengo, 5 aprile 1923  – Piacenza, 1º maggio 2012), è stata un'operaia e politica italiana, ex deportata nel campo di concentramento di Ravensbrück.

## Biografia
Medina Barbattini, all'anagrafe Medarda Barbattini, nasce a Settima di Gossolengo da famiglia di umili condizioni. Giovane operaia presso l'arsenale militare di Piacenza, dopo l'8 settembre si licenzia per non collaborare coi tedeschi. Aderisce invece alla Resistenza e diventa staffetta portaordini della 38ª Brigata delle Squadre di azione patriottica. Il 28 agosto 1944, arrestata dai nazi-fascisti e portata al carcere di Piacenza viene interrogata e torturata. Trasferita poi a Parma è inviata al Blocco F del Dulag, Durchgangslager di Bolzano da dove, insieme ad altre centotredici deportate, è stata mandata in carro merci ferroviario, facente parte del trasporto 91, al campo di concentramento di Ravensbrück, a nord di Berlino. Arrivata al lager l'11 ottobre 1944, le viene assegnato il numero 77321. Da quel momento in poi Medina seguì la sorte delle altre donne di Ravensbrück che, all'interno del campo, erano impiegate nelle fabbriche di cuoio e abbigliamento di proprietà delle SS, ma anche a lavori più pesanti di manutenzione stradale ed altro come quello cui fu adibita Medina. Medina però ricorderà sempre, in un contesto di tanta disperazione e nonostante l'abbruttimento umano, anche la solidarietà tra le prigioniere e i tanti percorsi della creatività femminile: la composizione di poesie, i dipinti, la creazione di ricette immaginarie.
Νel 1945, mano a mano che passano i mesi, i segni della disfatta nazista sono sempre più evidenti. Verso la fine di aprile le truppe russe si stanno già avvicinando alla zona di Ravensbrück ed è allora che le guardie del lager costringono le detenute a quella che è detta la marcia della morte. Inquadrate in lunghe file, cinque a cinque, le prigioniere vengono fatte marciare lungamente al freddo, senza viveri né riposo in zone disabitate. Il lungo viaggio di rientro in Italia di Medina termina il 28 agosto 1945, esattamente un anno dopo il suo arresto.
Nel dopoguerra Medina si candida alle elezioni comunali di Piacenza del marzo 1946 e viene eletta consigliera comunale nelle file del P.C.I. insieme alla democristiana Rita Cervini, con la quale stringe un duraturo legame di stima e collaborazione, soprattutto nell’ambito assistenziale alle vedove e ai bambini orfani; sono in assoluto le prime donne elette nel consiglio comunale di Piacenza.
Entra a far parte dell’Unione Donne Italiane nei primi anni '50, ma presto si ritira per motivi di salute, la dura vita del lager ha minato il suo fisico; soffre di una grave forma di asma. Nel 1952 si sposa e ha una figlia.

Muore a Piacenza il 1º maggio 2012.

### Fonti
1. ↑   Centro Donna di Modena (a cura di), Catalogo madri della res publica - Medina Barbattini.pdf, su Regione Emilia Romagna,  p. 68. URL consultato il 18 marzo 2022.